# Xã Richmond, Quận Marquette, Michigan
Xã Richmond (tiếng Anh: Richmond Township) là một xã thuộc quận Marquette, tiểu bang Michigan, Hoa Kỳ. Năm 2010, dân số của xã này là 882 người.